# Orell Füssli Thalia
Die Orell Füssli Thalia AG (OFT) ist ein 2013 gegründetes Joint Venture der Schweizer Unternehmensgruppe Orell Füssli mit der deutschen Buchhandelskette Thalia. Beide Unternehmen halten je 50 Prozent der Anteile an der Aktiengesellschaft mit Sitz in Zürich, auch der Verwaltungsrat ist paritätisch besetzt.
Orell Füssli brachte in das Gemeinschaftsunternehmen ihre Buchhandelssparte Orell Füssli Buchhandlungs AG, an der die deutsche Kette Hugendubel zu 49 Prozent beteiligt ist, mit 14 Filialen und Internetshop books.ch (400 Mitarbeiter, 115 Millionen Franken Umsatz) ein und Thalia ihre 22 Schweizer Buchläden und den Internetshop buch.ch (650 Mitarbeiter, 133 Millionen Franken Umsatz). Einkauf, Marketing, IT, Personalwesen, Logistik etc. wurden zusammengelegt. 2015 wurden 225 Mio. SFr. Umsatz berichtet.
Ziel der Fusion, mit der die größte stationäre Buchhandelskette und auch der größte Internet-Buchhändler der Schweiz entstanden, ist die Reduzierung des Verwaltungsaufwandes, damit der Erhalt der Wettbewerbsfähigkeit, angesichts stark zunehmender Konkurrenz durch global agierende Internet-Buchhändler, insbesondere durch den US-Konzern amazon. Die schweizerischen, deutschen und österreichischen Wettbewerbsbehörden haben den Zusammenschluss ohne Vorbehalte genehmigt. Die Geschäftstätigkeit der Orell Füssli Thalia AG wurde am 1. Oktober 2013 aufgenommen, zunächst unter den bisherigen Marken. Mit dem Start wurde das Aktienkapital durch Sacheinlagen auf 14 Millionen Schweizer Franken erhöht. 2016 wurde der Auftritt weitgehend auf Orell Füssli umgestellt, sodass der Name Thalia aus dem Schweizer Buchmarkt verschwand. Einige seit langem bestehende regionale Namen wie Stauffacher in Bern, Rösslitor in St. Gallen und ZAP* im Wallis bleiben aber erhalten. Seit Januar 2017 wurde der Webshop von thalia.ch in orellfuessli.ch integriert. Damit tritt das Unternehmen auch online mit einer Marke Orell Füssli auf.
Orell Füssli Thalia ist Mitglied der Swiss Retail Federation und dort mit Pascal Schneebeli (Verwaltungsratsdelegierter und Geschäftsführer von Orell Füssli Thalia) im Vorstand vertreten.